# سيف الفتى الشجاع
سيف الفتى الشجاع (بالإنجليزية: Saif the brave young man) هو مسلسل رسوم متحركة رسومات ثنائية الأبعاد، قامت بإنتاجه شركة ماجيك سيليكشن الكويت - مصر.

## قصة المسلسل
قصة العمل تدور حول شخصية شاب يعمل رسام في إحدى المجلات وهو متردد وخجول، ينتظر الفرصة المناسبة ليكون ذا شأن وقيمة في مجلته، وفي إحدى الأيام تأتيه الفرصة حينما يطلب منه مديره أن يرسم غلاف المجلة ولهذه المناسبة يشتري قلم جديد، ومن هنا تبدأ رحلته حيث يكتشف أن القلم الذي أشتراه يرسم بمفرده، حيث يأخذه في كل حلقة إلى مكان وأحداث جديدة ومشوقة ليحارب الشر وينصر المظلومين لكنه يفشل في كل حلقة في تسليم الغلاف لمديره في الوقت المناسب. مدة الحلقة 15 دقيقة .